# Liste der Monuments historiques in Vaucourtois
Die Liste der Monuments historiques in Vaucourtois führt die Monuments historiques in der französischen Gemeinde Vaucourtois auf.

## Liste der Objekte
| Bezeichnung                                          | Beschreibung | Standort                                                   | Kennzeichnung | Schutzstatus | Datum | Bild |
| ---------------------------------------------------- | --- | ---------------------------------------------------------- | ------------- | ------------ | ----- | ---- |
| Altar                                                | Altar aus Holz mit reichhaltiger Verzierung und Entstehungszeit im 18. Jahrhundert. Restauriert 1998. | Im Chor in der Kirche St-Quirin (Lage)                     | PM77001773    | Classé       | 1981  |      |
| Altar                                                | Aus Holz gefertigter Altar aus dem 18. Jahrhundert mit Resten einer Bemalung und Vergoldung. | In der Kapelle an der Südseite der Kirche St-Quirin (Lage) | PM77001774    | Classé       | 1981  |      |
| Skulptur Heilige Genoveva                            | Holzskulptur die teilweise beschädigt und mit geformtem Putz repariert wurde. Die Bemalung ist teilweise erhalten geblieben. Gefertigt im 19. Jahrhundert. | In der Kirche St-Quirin (Lage)                             | PM77003432    | Inscrit      | 1979  |      |
| Konsolentisch                                        | Konsolentisch aus dem 18. Jahrhundert mit einem Bein, einer Platte aus weißem Marmor und der mit Laubsägearbeiten verziert wurde. Das Holz wurde grau lackiert. | Im Chor der Kirche St-Quirin (Lage)                        | PM77003748    | Inscrit      | 1980  |      |
| Tabernakel                                           | Holztabernakel der mit Blattwerk, Schnörkeln, Rocailles und Palmetten verziert und teilweise vergoldet wurde. Er stammt ursprünglich wie das Altarbild aus der Kapelle des Hospizes des Hôtel-Dieu de Meaux. Entstehungszeit in der Mitte des 18. Jahrhunderts.                                                              | In der Kirche St-Quirin (Lage)                             | PM77002237    | Classé       | 2003  |      |
| Chorgitter                                           | Schmiedeeisernes Gitter mit einer einfachen aber eleganten Verzierung, die aus Schnörkeln und Flammen besteht und den Steinstufen im Kirchenchor folgt. Im Jahr 1851 wurden, bei der Wiederanbringung des Altars aus der Kapelle des Hospizes von Meaux in der Kirche, das Gitter und das Pflaster im Kirchenchor gestiftet. | Im Chor der Kirche St-Quirin (Lage)                        | PM77004842    | Inscrit      | 2002  |      |
| Altarbild                                            | Altarbild aus dem ehemaligen Hôtel-Dieu von Meaux. Gefertigt im 17. Jahrhundert. | In der Kirche St-Quirin (Lage)                             | PM77001772    | Classé       | 1906  |      |
| Skulpturengruppe: Christus erscheint Maria-Magdalena | Stein, 18. Jahrhundert | Im Chor auf dem Hochaltar der Kirche St-Quirin (Lage)      | PM77002238    | Classé       | 2003  |      |
| Skulptur Heiliger Quirin (vermutet)                  | Holzskulptur aus dem 17. Jahrhundert, die am rechten Arm und den Füßen der Bischofsfigur beschädigt wurde. | Im Chor der Kirche St-Quirin (Lage)                        | PM77002845    | Inscrit      | 1977  |      |
| Bank des Kirchenvorstands                            | Kirchenbank mit Armlehnen und gerader Rückenlehne aus der Mitte des 19. Jahrhunderts. | An der Nordwand im Chor der Kirche St-Quirin (Lage)        | PM77003431    | Inscrit      | 1979  |      |